# Francesinha

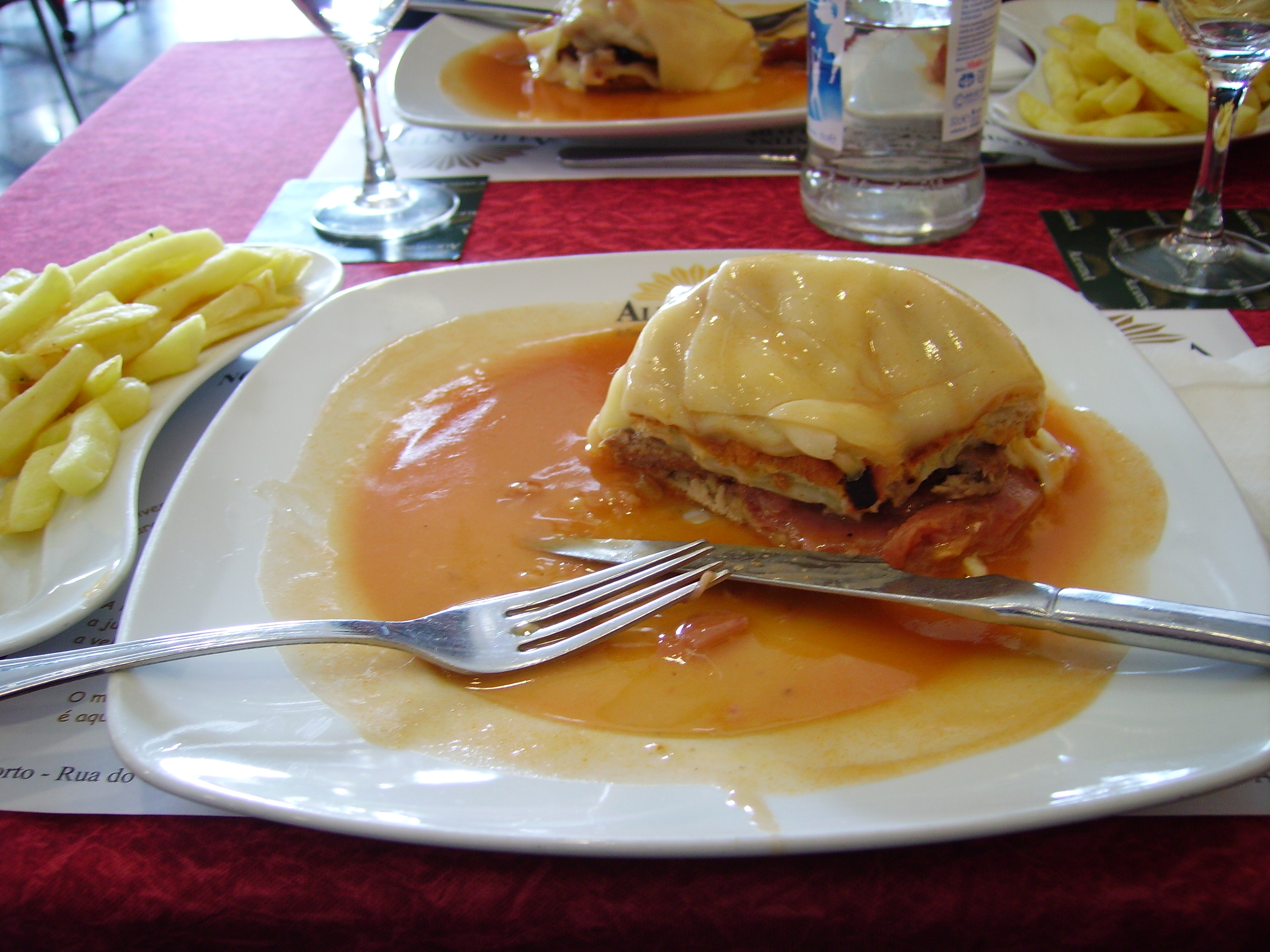
Francesinha dita "especial", devido ao seu molho picante

Francesinha é uma sanduíche originária da cidade do Porto, em Portugal.
A francesinha na sua variação sanduíche francesinha especial é constituída mais habitualmente por linguiça, salsicha fresca, fiambre, carnes frias e bife de carne de vaca, coberta com queijo posteriormente derretido. É guarnecida com um molho à base de tomate, cerveja e piri-piri e pode ser servida com batata frita como acompanhamento. A adição de um ovo estrelado no topo da sanduíche é um facto cada vez mais recorrente, sendo que esta prática constitui uma alteração à receita original. Em algumas casas, a francesinha dita normal serve-se sem bife.

## A origem do epíteto “francesinha”
Desde há mais de 70 anos, entre os habitantes da cidade do Porto, está patente um facto notório e de conhecimento geral que é a sanduíche variação da sanduíche francesa “croque-monsieur” ser a sanduíche mista quente e esta ter passado a ser mais conhecida pelo epíteto “francesinha” devido à sua origem francesa. A palavra francesinha já se usava como epíteto da sanduíche mista quente no período entre as duas guerras mundiais, quando esta sanduíche recebia uma preparação mais elaborada em que se fundia mais queijo sobre a fatia superior de pão e se fazia um recheio mais rico e variado para além do fiambre e queijo tradicionais; por isso a sua ligação com a receita da sanduíche francesa se tornava mais vincada utilizando o epíteto "francesinha". A palavra francesinha no uso prático e corrente é um adjectivo diminutivo formado no grau superlativo absoluto analítico, cujo sentido é “muito francesa”, e possui o mesmo sentido de significado que o grau superlativo absoluto sintético do adjectivo “francesa” com a forma “francesíssima”.

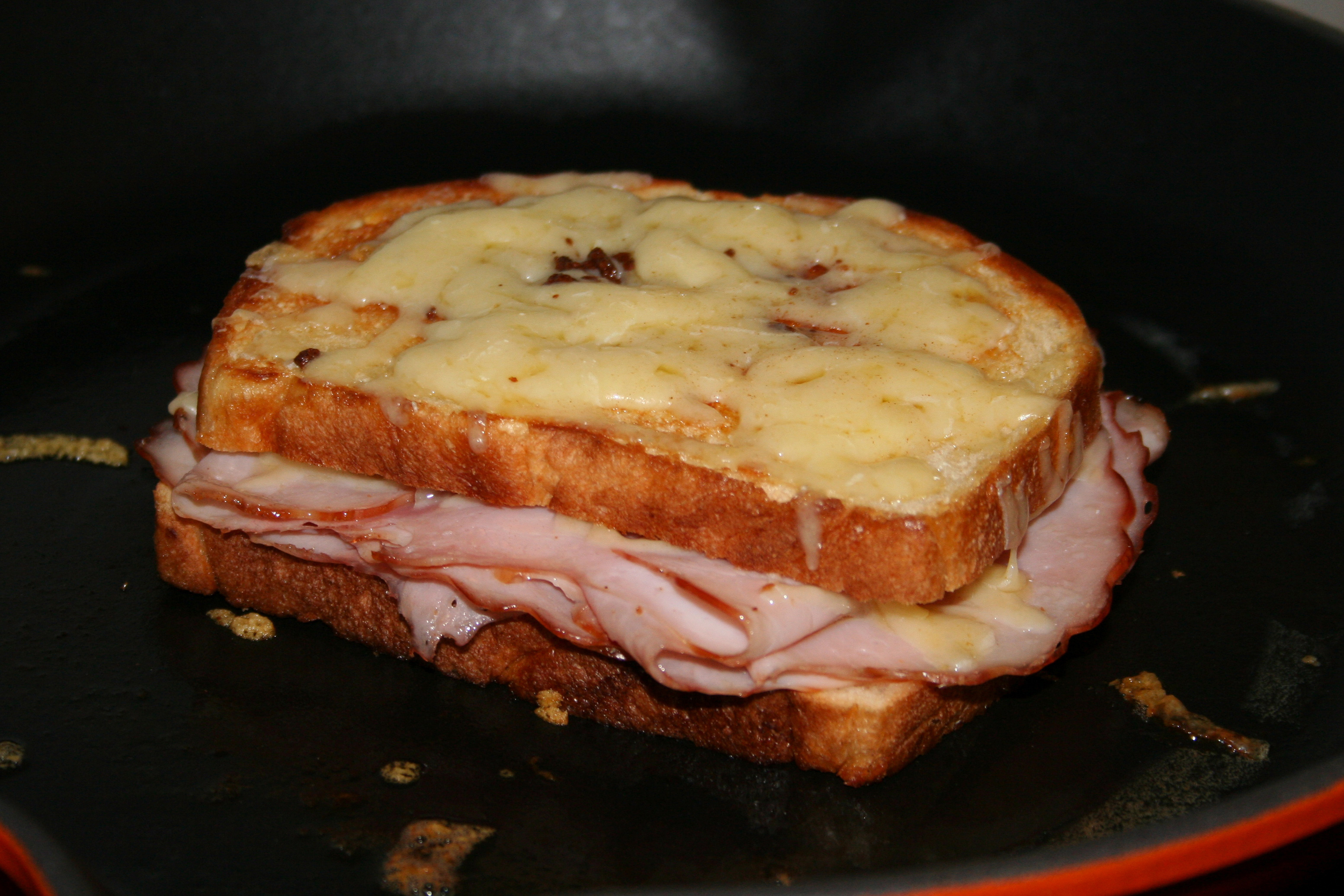
"sanduíche francesinha", emulada do "croque-monsieur"

Igualmente é um facto notório, logo de conhecimento geral pela maioria da população da cidade do Porto que a sanduíche francesinha até bem pouco tempo atrás era uma sanduíche servida praticamente apenas em cafés e snack-bares e não em restaurantes. Assim como ainda hoje é de conhecimento geral entre a população portuense que, quando uma sanduíche passa a ser servida como prato de restaurante por ter a sua preparação mais elaborada com mais ingredientes, por uso e costume convencionado tacitamente, esta é referida sempre na ementa do restaurante como “especial”. É o caso, e.g., da sanduíche cachorro-quente que se designa cachorro quente “especial” nas ementas dos restaurantes da cidade do Porto. Assim, por causa dessa referenciação convencionada tacitamente pelo uso, a sanduíche francesinha foi sempre citada com a designação “especial” na lista de comidas exibida na montra do extinto restaurante “A Regaleira” (à Rua do Bonjardim, n.º 87), onde se fazia a preparação da sanduíche francesinha “especial” com um molho picante, cuja receita era um segredo muito bem guardado. Mesmo em frente do restaurante “A Regaleira” ou seja do outro lado da rua do Bonjardim, n.º 116 existia a porta de um “snack-bar”, localizado nas traseiras e anexas ao Café “A Brasileira” (Porto), estabelecimento fundado em 1903. Neste snack-bar do café A Brasileira também se servia ao balcão a sanduíche francesinha, sem a designação especial, dado tratar-se da sanduíche francesinha, cuja preparação era simples e rápida. Esta sanduíche francesinha obviamente sempre foi servida com queijo derretido em abundância de acordo com o seu paradigma francês o “croque-monsieur”.

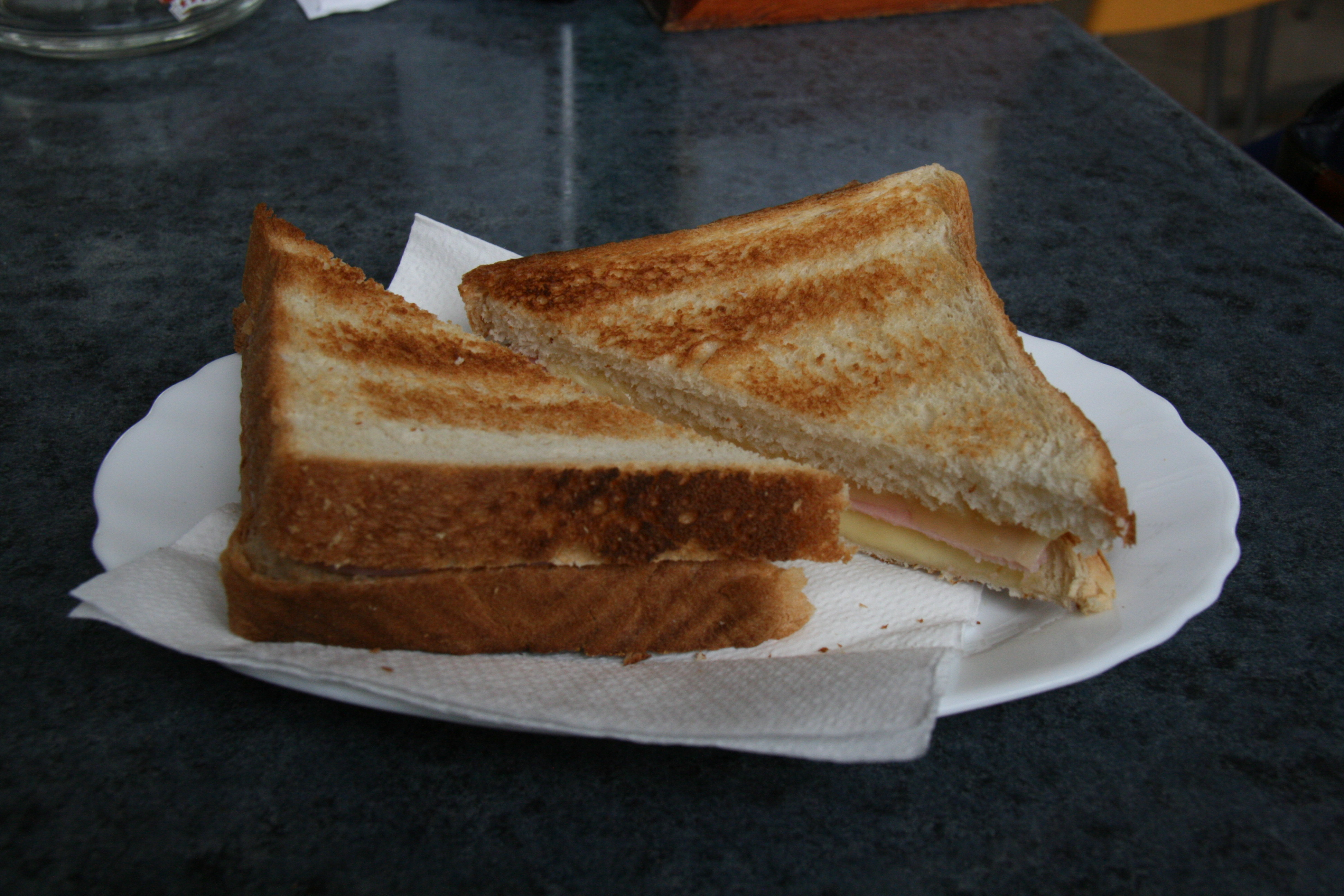
sanduíche misto quente “francesinha” original

Já em finais do Século XX, por mero oportunismo mercantil, certos restaurantes e alguns cafés que serviam a referida sanduíche francesinha dita “especial” por causa do molho picante, decidiram desvincular o epíteto “francesinha” da palavra sanduíche e abstecer-se de mencionar a qualificação “especial” relativo ao molho picante. Na sequência dessas omissões propositadas, apareceram várias publicações na internet, com descrições muito fantasiosas sobre a origem da sanduíche francesinha. Apesar de todas essas fantasias escritas sobre a sanduíche francesinha nos diversos meios de comunicação social, cada artigo assim escrito e publicado manteve sempre uma referência comum ao paradigma francês o croque-monsieur.
Entretanto, deve ser aqui esclarecido que não constitui qualquer originalidade acrescentar recheios à sanduíche francesinha seja ela especial ou não, visto que este facto é próprio da preparação original atribuída ao alimento ligeiro chamado sanduíche (sandwich), feito segundo o seu inventor John Montagu, 4th Earl of Sandwich já no Século XVIII (Vide secção história do artigo sanduíche). Essa invenção tão antiga explica certos escritos fantasiosos de que a sanduíche francesinha teria sido inventada no Porto ainda no princípio do Século XIX, quando ocorreu a ocupação do Porto pelas tropas francesas de Napoleão Bonaparte.
A corroborar a origem francesa ou francesíssima da sanduíche mista quente, de onde vem o epíteto “francesinha” utilizado na cidade do Porto, há ainda um facto notório que se reporta à cidade de São Paulo (Brasil) relativo a quem vivia naquela cidade brasileira ao longo dos anos 60 do século passado: nos preçários da maoria dos bares e cafés existentes no centro da cidade de São Paulo constava quase sempre o item, sanduíche misto quente (tipo francês) e depois o preço em cruzeiros. A referência “tipo francês” entre parênteses significava que o seu paradigma francês nada mais era do que o citado “croque-monsieur”. A designação misto-quente aqui invocada não é uma tese ou opinião, mas o registo escrito tardio de um facto notório, logo de conhecimento geral, considerando que, na cidade de São Paulo de então, os proprietários dos bares e cafés em maioria eram portugueses oriundos do Norte de Portugal.
A palavra “francesinha” hoje em dia é mais usada como se fosse um substantivo, todavia será sempre o epíteto dado há mais de 70 anos pelo povo do Porto à sanduíche mista quente para distinguir a sua origem francesa. E quando a palavra “francesinha” é usada como um substantivo no sentido de uma sanduíche com molho picante, ela deve ser entendida sempre como uma sanduíche francesinha especial. O resto são fantasias e mitologia urbana sem fundamento.

## Episódio fantasioso à entrada do Século XXI
O entendimento popular é o atrás referido, ainda que exista um episódio muito divulgado pela web em anos muito recentes, que envolve o nome de um certo Daniel David da Silva, natural de Terras do Bouro e antigo sócio do restaurante A Regaleira dizendo que este teria inventado em 1953, não só um molho picante de francesinha como também dado o próprio nome francesinha a propósito das mulheres francesas. Mais recentemente, há quem contrarie essa alusão dizendo "catraias francesas". Pretende-se com tal argumentação invocar a titularidade da suposta invenção 60 anos depois da sua ocorrência sem fazer qualquer prova tempestiva do facto. Tudo isso são extravagâncias publicitárias utilizadas principalmente pelo jornalista Alfredo Texeira do JN publicadas no jornal lisboeta DN do dia 20 de Novembro de 2010 dentro do artigo publicitário “Francesinha nasceu para as mulheres”, sem citar fontes de confiança. Repare-se ainda que o artigo no DN é uma matéria jornalística paga por patrocinadores. Há no próprio texto divulgado contradições bem explícitas como por exemplo: o presumível inventor tomou como modelo base para a sua criação à sanduíche francesa “croque-monsieur” e deu ao prato próprio de restaurante pretensamente criado por ele um adjectivo diminutivo “singular” construído no grau superlativo absoluto analítico para homenagear as mulheres francesas em geral. Isto não faz qualquer sentido, pois a palavra “francesinha” no singular não se coaduna com o adjectivo francesas no plural. As pessoas mais velhas do que 60 anos residentes na cidade do Porto sabem que o restaurante A Regaleira era um estabelecimento careiro e a sua sala era exígua com poucas mesas (vide a imagem que ilustra o citado artigo). Desse modo era impossível haver comensais repetitivos e muito menos difundir-se algo em particular para o exterior a partir daquele estabelecimento, dado o facto de ser um restaurante careiro e assim afugentava de imediato os possíveis clientes, quando estes viam os seus preços exagerados na lista de comidas exibida na montra existente à sua porta. E não só da sanduíche francesinha especial, mas também de outros pratos ali apresentados. O epíteto francesinha em uso nos cafés e snack-bares do Porto jamais poderia ter sido difundido a partir de um lugar tão acanhado e tão pouco frequentado.

## Variedades
A sanduíche francesinha não especial (sem molho picante) servida particularmente nos cafés e snack-bares, a qual levava e ainda hoje pode levar um ovo estrelado a cavalo sobre a camada superior de queijos derretidos, obviamente corresponde sempre à variação “croque-madame” do seu paradigma original francês “croque-monsieur”.
Existem outras variedades de sanduíches francesinhas com cogumelos, galinha, bacalhau, atum, vegetais, entre outras.
Na Póvoa de Varzim surgiu uma variedade na década de 1960 num snack-bar do Passeio Alegre, a denominada francesinha poveira.

## Fama
Foi considerada pelo Aol Travel, um megasite norte-americano sobre destinos turísticos e lazer, uma das 10 melhores sanduíches do mundo, bem como pelo 'site' britânico "The Culture Trip"  e pela prestigiada revista espanhola de viagens “Condé Nast Traveller”.

## Aficionados
A Francesinha é um petisco de culto em toda a zona norte do país, em particular no Porto. Não é, pois, de estranhar que tenham surgido ao longo dos tempos diversos grupos com o objectivo de ordenar e classificar as Francesinhas ou apenas de a homenagear.